# Mezzo (dessinateur)
Pour les articles homonymes, voir Mezzo.
Pascal Mesenburg, dit Mezzo, est un dessinateur de bande dessinée né en 1960 à Drancy.

## Biographie
Mezzo a publié ses premiers dessins dans le fanzine punk Krapö baveux dirigé par Pierre Ouin. Par la suite, il collabore notamment à la revue Rock avant de se lancer dans la bande dessinée avec le scénariste Michel Pirus.
Le Roi des mouches a été remarquée par la critique. Elle est traduite en Espagne (La Cúpula), aux Pays-Bas (Sherpa) et aux États-Unis (Fantagraphics Books). Sur cette série il travaille avec Michel Pirus au scénario et la coloriste Ruby.
En 2014 est publié Love in Vain, qui retrace la vie du bluesman Robert Johnson, avec Jean-Michel Dupont au scénario.

## Publications

### AvecMichel Pirus
- 1991 : Les Désarmés T.1, éd. Zenda  (ISBN 2-87687-100-9)
- 1993 : Les Désarmés T.2, éd. Zenda  (ISBN 2-8768-7131-9)
- 1995 : Deux tueurs, éd. Delcourt  (ISBN 2-84055-065-2)
- 1996 : Un monde étrange (6 histoires courtes parues initialement aux Humanoïdes Associés dans la collection « Frank Margerin présente »), éd. Delcourt  (ISBN 2-84055-093-8)
- 1997 : Mickey Mickey, éd. Delcourt  (ISBN 2-84055-151-9)[4]
- 2005 : Le Roi des mouches, T.1, Hallorave, éd. Albin Michel - (Sélection officielle du Festival d'Angoulême 2006)  (ISBN 2-226-15531-7)
- 2008 : Le Roi des mouches, T.2, L’Origine du monde, éd. Drugstore (Glénat) - (Sélection officielle du Festival d'Angoulême 2009)  (ISBN 978-2-35626-046-8)
- 2010 : Les Désarmés (version intégrale retravaillée et recolorisée), éd. Drugstore (Glénat)  (ISBN 978-2-7234-7284-5)
- 2013 : Le Roi des mouches T.3, Sourire suivant, éd. Glénat - (Sélection officielle du Festival d'Angoulême 2014)  (ISBN 978-2-7234-7246-3)

### AvecJean-Michel Dupont
- 2014 : Love in Vain, Hors collection, éd. Glénat  (ISBN 978-2-3440-0339-8) — prix des Libraires de Bande Dessinée 2015[5], Sélection officielle du Festival d'Angoulême 2015
- 2022 : Kiss the sky : Jimi Hendrix 1942-1970, éd. Glénat  (ISBN 9782344030233)

### Recueil d'illustrations
- 1999 : Haute couture (port-folio sérigraphié), éd. 9e Monde
- 2000 : Travail au noir et en couleurs, éd. Mosquito  (ISBN 2-908551-39-X)[6]
- 2005 : Drugstore family (53 fausses couvertures issues de Picsou Magazine), éd. Mosquito  (ISBN 2-908551-69-1)
- 2005 : Monsieur Mouche (une illustration, Le Sauvetage)
- 2014 : Lucrecia vs Danièle (portfolio sérigraphié), en duo avec Alex Baladi, éd. La Cafetière
- 2016 : Fuzzbook (recueil d'illustrations, hors bande dessinée), éd. Glénat  (ISBN 9782344018989)

## Récompenses
- 2008 : Prix de la BD du Point, avec Michel Pirus, pour Le Roi des mouches, tome 2 : L'Origine du monde[7].
- 2015 : Prix des Libraires de Bande Dessinée, avec Jean-Michel Dupont, pour Love in Vain[5]
- 2015-2016 : Prix littéraire des Lycéens d'Île-de-France (93), avec Jean-Michel Dupont, pour Love in Vain[8]